# Robert Van de Velde
Robert A.C. Van de Velde, né le 14 février 1967 à Anvers est un homme politique belge flamand, membre de la N-VA depuis septembre 2010 et ancien membre de Lijst Dedecker.
Il est gradué en marketing et bachelier en sciences commerciales; chef d'entreprise.

## Fonctions politiques
- Député fédéral du 28 juin 2007 au 6 mai 2010 (pour LDD).